# Љубиша Алексић
Љубиша Алексић (11. април 1969) бивши је југословенски фудбалер. Његов син, Коста, такође се професионално бави тим спортом.